# Feu d'Okazaki

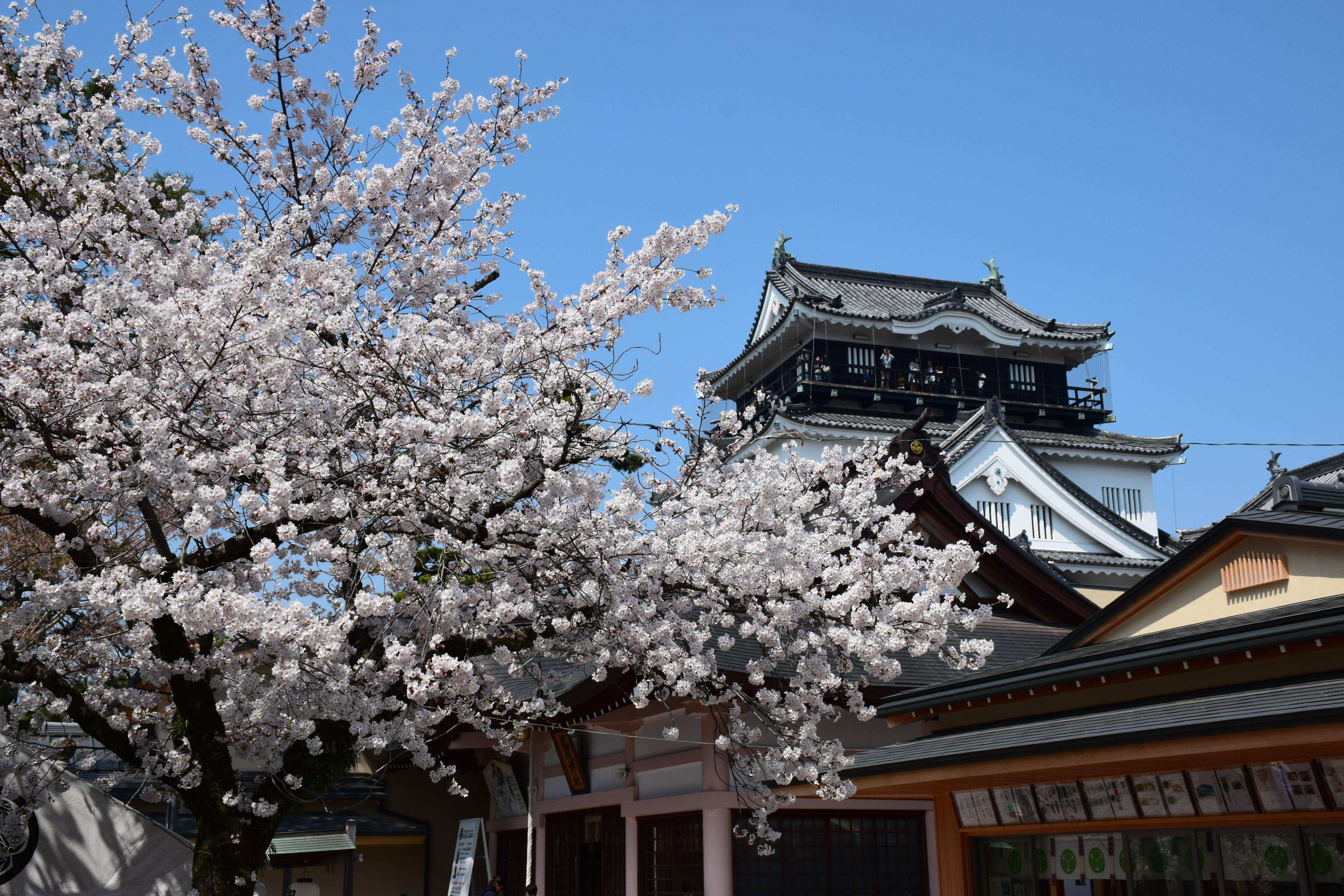
El castell Okazaki, centre administratiu del Feu d'Okazaki.

El Feu d'Okazaki (japonès: 岡崎藩, Okazaki-han) va ser un domini feudal del shogunat Tokugawa durant el període Edo, situat a l'est de la província de Mikawa (actual prefectura d'Aichi), Japó. En el centre del domini hi havia el castell d'Okazaki, on avui en dia es troba la ciutat d'Okazaki. Va ser governat per diversos dàimios. Degut a l'associació amb Tokugawa Ieyasu, qui va néixer al castell d'Okazaki, el feu tenia un prestigi superior al de la seva valoració nominal basada en els ingressos de l'impost sobre l'arròs.

## Història
Matsudaira Kiyoyasu, després d'obtenir el control de la zona que envoltava Okazaki el 1524, va enderrocar l'antiga fortificació i va construir el castell Okazaki. El seu famós net Matsudaira Motoyasu (més tard anomenat Tokugawa Ieyasu) va néixer aquí el 16 de desembre de 1542. Els Matsudaira van ser derrotats pel clan Imagawa el 1549 i Ieyasu va ser portat a Sunpu com a ostatge. Després de la derrota dels Imagawa a la batalla d'Okehazama, Ieyasu va recuperar la possessió d'Okazaki el 1560 i va deixar al seu fill gran Matsudaira Nobuyasu al càrrec quan es va traslladar al castell de Hamamatsu el 1570. Després que Oda Nobunaga va ordenar la mort de Nobuyasu el 1579, el clan Honda va servir com a castellans. Després de la reubicació forçada dels Tokugawa a Edo després del setge d'Odawara per Toyotomi Hideyoshi, el castell va ser donat a Tanaka Yoshimasa, que va millorar substancialment les seves fortificacions, va ampliar la ciutat del castell i va desenvolupar Okazaki-juku al Tokaido.
Després de la creació del shogunat Tokugawa, es va crear el Feu d'Okazaki, i el mateix retenidor de Ieyasu, Honda Yasushige, va rebre la possessió del castell. Els Honda van ser substituïts pel clan Mizuno de 1645-1762, i el clan Matsudaira (Matsui) de 1762-1769. El 1769, una branca del clan Honda va tornar a Okazaki i va governar fins a la restauració Meiji.
El 1869, el dàimio final del Feu d'Okazaki, Honda Tadanao, va lliurar el domini al nou govern Meiji. Amb l'abolició del sistema han el 1871, el feu d'Okazaki va passar a formar part de la prefectura de Nukata, amb el castell d'Okazaki com a seu de la prefectura. No obstant això, la prefectura de Nukata es va fusionar amb la prefectura d'Aichi el 1872 i la capital de la prefectura es va traslladar a Nagoya.
El feu d'Okazaki no era un territori contigu únic, sinó que consistia en diverses explotacions disperses a la província de Mikawa, que al final del període Edo incloïen:
- 95 pobles del Districte de Hekinan
- 110 pobles del districte de Nukata
- 9 pobles del districte de Hazu

## Llista de dàimios
| #                                   | Nom                                  | Mandat    | Títol de cortesia                   | Rang a la cort         | kokudaka              |
| ----------------------------------- | ------------------------------------ | --------- | ----------------------------------- | ---------------------- | --------------------- |
| Clan Honda (fudai) 1601-1645        |                                      |           |                                     |                        |                       |
| 1                                   | Honda Yasushige (本多康重)           | 1601–1611 | Bungo-no-kami (豊後守)              | 5è inferior (従五位下) | 50,000 koku           |
| 2                                   | Honda Yasunori (本多康紀)            | 1611–1623 | Bungo-no-kami (豊後守)              | 5è inferior (従五位下) | 50,000 koku           |
| 3                                   | Honda Tadatoshi (本多忠利)           | 1623–1645 | Ise-no-kami (伊勢守)                | 5è inferior (従五位下) | 50,000 –> 56,500 koku |
| 4                                   | Honda Toshinaga (本多利長)           | 1645      | Echizen-no-kami (越前守)            | 5è inferior (従五位下) | 56,500 -> 50,000 koku |
| Clan Mizuno (fudai) 1645-1762       |                                      |           |                                     |                        |                       |
| 1                                   | Mizuno Tadayoshi (水野忠善)          | 1645–1676 | Daikenmotsu (大監物)                | 5è inferior (従五位下) | 50,000 koku           |
| 2                                   | Mizuno Tadaharu (水野忠春)           | 1676–1692 | Emon-no-suke (右衛門佐)             | 5è inferior (従五位下) | 50,000 koku           |
| 3                                   | Mizuno Tadamitsu (水野忠盈)          | 1692–1699 | Buzen-no-kami (豊前守)              | 5è inferior (従五位下) | 50,000 koku           |
| 4                                   | Mizuno Tadayuki (水野忠之)           | 1699–1730 | Izumi-no-kami (和泉守), Jiju (侍従) | 4t inferior (従四位下) | 50,000 –> 60,000 koku |
| 5                                   | Mizuno Tadateru (水野忠輝)           | 1730–1737 | Daikenmotsu (大監物)                | 5è inferior (従五位下) | 50,000 koku           |
| 6                                   | Mizuno Tadatoki (水野忠辰)           | 1737–1752 | Daikenmotsu (大監物)                | 5è inferior (従五位下) | 50,000 koku           |
| 7                                   | Mizuno Tadato (水野忠任)             | 1752–1762 | Izumi-no-kami (和泉守)              | 5è inferior (従五位下) | 50,000 koku           |
| Clan Matsudaira (fudai) \|1762–1769 |                                      |           |                                     |                        |                       |
| 1                                   | Matsudaira Yasutomi (松平(松井)康福) | 1762–1769 | Suo-no-kami (周防守), Jiju (侍従)   | 4t inferior (従四位下) | 50,400 koku           |
| Clan Honda (fudai) 1769-1871        |                                      |           |                                     |                        |                       |
| 1                                   | Honda Tadatoshi (本多忠粛)           | 1769–1777 | Nakatsukasa-taifu (中務大輔)        | 5è inferior (従五位下) | 50,000 koku           |
| 2                                   | Honda Tasatsune (本多忠典)           | 1777–1790 | Nakatsukasa-taifu (中務大輔)        | 5è inferior (従五位下) | 50,000 koku           |
| 3                                   | Honda Tadaaki (本多忠顕)             | 1790–1821 | Nakatsukasa-taifu (中務大輔)        | 5è inferior (従五位下) | 50,000 koku           |
| 4                                   | Honda Tadataka (本多忠考)            | 1821–1835 | Nakatsukasa-taifu (中務大輔)        | 5è inferior (従五位下) | 50,000 koku           |
| 5                                   | Honda Tadamoto (本多忠民)            | 1835–1869 | Mino-no-kami (美濃守), Jiju (侍従)  | 4t inferior (従四位下) | 50,000 koku           |
| 6                                   | Honda Tadanao (本多忠直)             | 1869–1871 | Nakatsukasa-taifu (中務大輔)        | 5è inferior (従五位下) | 50,000 koku           |